# Job de Ruiter
Jacob (Job) de Ruiter (Giessendam, 30 april 1930 – Naarden, 4 oktober 2015) was een Nederlands jurist, advocaat, rechter, hoogleraar en politicus voor het CDA. Hij was minister van Justitie van 1977 tot 1982 en minister van Defensie van 1982 tot 1986.

## Opleiding en loopbaan
De Ruiter studeerde vanaf 1948 Nederlands recht (specialisatie privaatrecht) aan de Rijksuniversiteit Utrecht, waar hij in 1953 afstudeerde als meester in de rechten. Hij was vervolgens assistent aan dezelfde universiteit (1953-1955), advocaat en procureur in Den Haag alsook Amsterdam (1955-1958) en substituut-griffier van de arrondissementsrechtbank in Utrecht (1962-1963). De Ruiter volgde een opleiding tot rechterlijk ambtenaar van 1958 tot 1962 en promoveerde in de rechtsgeleerdheid aan de Rijksuniversiteit Utrecht in 1963. Hij was vooral deskundig op het gebied van familie- en jeugd(straf)recht. Hij was rector-magnificus aan de Vrije Universiteit in Amsterdam van 1 september 1976 tot 19 december 1977.

## Politieke loopbaan

### Minister van Justitie
De Ruiter was van 19 december 1977 tot 4 november 1982 minister van Justitie in het kabinet-Van Agt I. Hij was in die functie medeverantwoordelijk voor de legalisering van abortus provocatus. Zijn wetsvoorstel, dat hij samen met Leendert Ginjaar (VVD) hierover indiende, werd op 18 december 1980 in de Tweede Kamer met de kleinst mogelijke meerderheid (76 tegen 74 stemmen) goedgekeurd. In april 1981 werd het ook door de Eerste Kamer met een nipte meerderheid (38 voor, 37 tegen) aangenomen; de wet werd op 1 november 1984 van kracht. Verder realiseerde hij wetgeving over onder meer het stakingsrecht, de ondernemingsraden, adoptie en erfrecht.

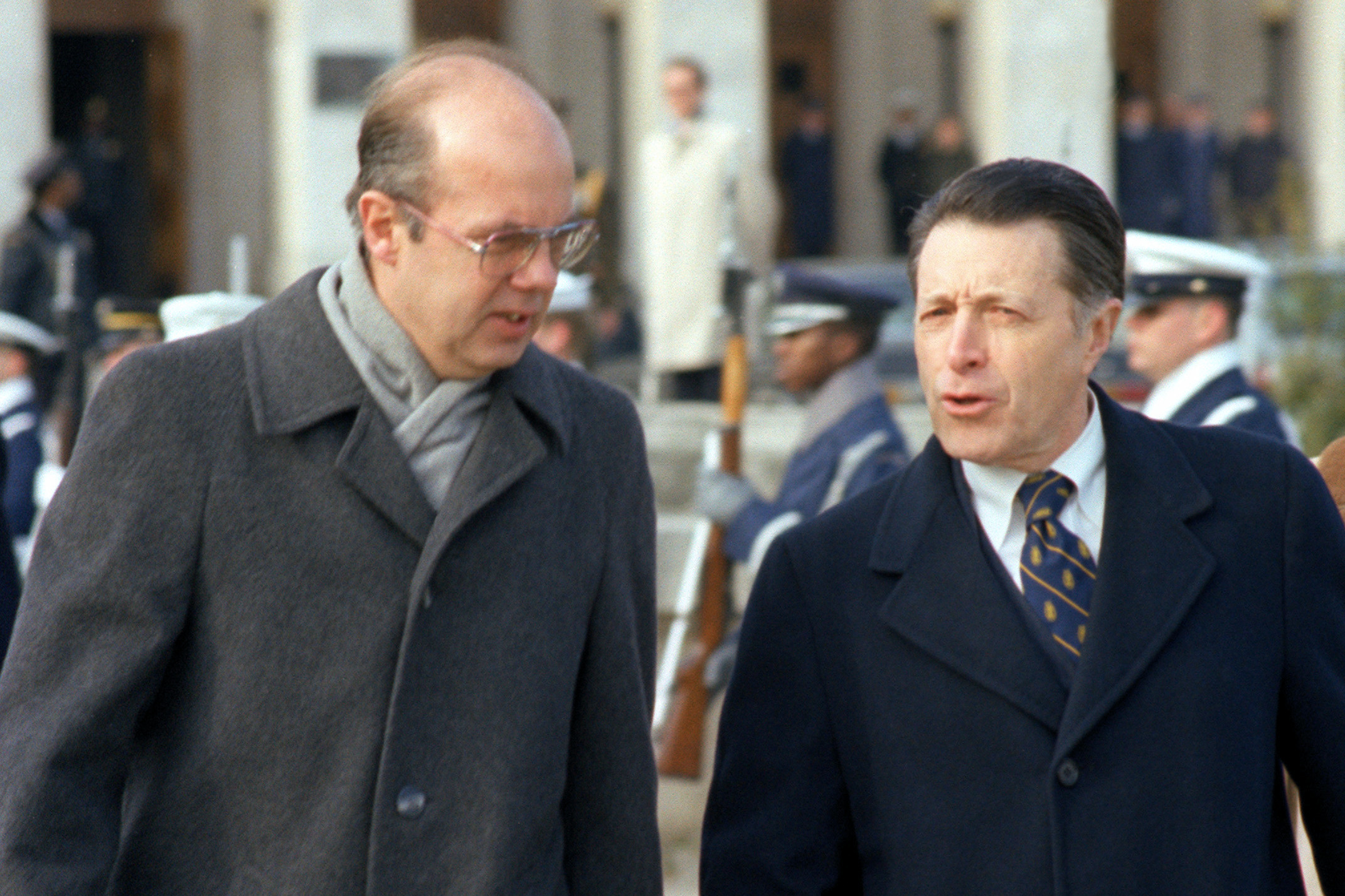
Job de Ruiter (links) bezoekt in zijn functie van minister van Defensie de Amerikaanse minister van Defensie Caspar Weinberger (1983)

### Tweede Kamerlidmaatschap
Hij was lid van de Tweede Kamer van 10 juli 1981 tot 9 september 1981 en van 16 september 1982 tot 4 november 1982.

### Minister van Defensie
In het kabinet-Lubbers I was hij van 4 november 1982 tot 14 juli 1986 minister van Defensie. Toentertijd speelde de kwestie van mogelijke plaatsing van kruisraketten in Nederland, waarvan De Ruiter voorstander was en die hij ook wist te realiseren. Na zijn aftreden werd hij procureur-generaal en wederom hoogleraar, van 1989 tot zijn emeritaat in 1995 aan de Rijksuniversiteit Utrecht. Hij leidde diverse commissies, onder meer naar de rol van Dutchbat in Srebrenica.
Job de Ruiter was erelid van de studentenvereniging S.S.R.-N.U.
- Biografisch Portaal: 09052365
- Gemeinsame Normdatei: 131556002
- International Standard Name Identifier: 0000 0000 8303 9680
- Library of Congress Control Number: n83200380
- Nederlandse Thesaurus van Auteursnamen: 068778899
- Parlement.com: vg09llignjpe
- Virtual International Authority File: 111312317
- WorldCat: E39PBJw4H3yGMhXwjKfP73GT73